# Valor principal
|  | Aquest article tracta sobre l'ús del terme valor principal en la descripció d'integrals impròpies . Vegeu-ne altres significats a «valor principal de Cauchy». |

A l'anàlisi complexa, els valors principals de la funció de diversos valors són els valors al llarg d'una subdivisió escollida d'aquesta funció, pel que és l'únic valor.

## Motivació
Considereu el logaritme complex de la funció log z. Es defineix com el nombre complex w tal com
{\displaystyle e^{w}=z\,\!}
Ara, per exemple, diguem que volem trobar el logaritme i. Això vol dir que volem resoldre
{\displaystyle e^{w}=i\,\!}
per w. Clarament iπ/2 és una solució. Però és l'única solució?
Per descomptat, hi ha altres solucions, cosa que s'evidencia tenint en compte la posició de i en el pla complex i, en particular, el seu argument arg i. Podem girar en sentit antihorari els radians π/2 d'1 fins a arribar inicialment a i, però si girem fins a un altre 2π arribarem a i de nou. Per tant, podem concloure que i(π/2 + 2π) és també una solució pel nostre log i. Es fa evident que podem afegir qualsevol múltiple de 2πi a la nostra solució inicial per obtenir tots els valors de log i.